# 주어러
《주어러》(영어: The Juror)는 미국에서 제작된 브라이언 깁슨 감독의 1996년 법정 스릴러 영화이다. 더미 무어, 앨릭 볼드윈 등이 출연하였고, 어윈 윙클러 등이 제작에 참여하였다.

## 출연
- 더미 무어 - 애니 레어드 역
- 앨릭 볼드윈 - 빈센트 "더 티처" / 마크 코델 역
- 제임스 갠돌피니 - 에디 역
- 조지프 고든레빗 - 올리버 레어드 역
- 린지 크라우스 - 연방 검사 탤로 역
- 앤 헤이치 - 줄리엣 역
- 토니 로비앙코 - 루이 버파노 역
- 마이클 리스폴리 - 조지프 버파노 역
- 매슈 콜스 - 로드니 역
- 맷 크레이븐 - 분 역
- 마이클 콘스턴틴 - 와이츨 판사 역
- 프랜시스 포스터 - 가정주부, 배심원 역
- 토드 서스먼 - 보즈먼 역
- 척 지토 - 프랭키 역

## 기타 제작진
- 배역: 루이스 디자이모
- 미술: 얀 룰프스
- 의상: 콜린 애트우드

## 우리말 녹음
KBS 성우진 (2000년 5월 20일)
- 이정구 - 선생 (앨릭 볼드윈)
- 송도영 - 애니 레어드 (더미 무어)
- 정미숙 - 올리버 레어드 (조지프 고든레빗)
- 김옥경 - 줄리엣 (앤 헤이치)
- 황원
- 최수민
- 강연숙
- 문영래
- 임성표
- 문관일
- 홍승섭
- 김경응
- 서광재